# عليو باببا
كان عليو بن عبد الله - ماجي كاروفي أميرًا لإمارة كانو، وهي ولاية تُعرف الآن بشمال نيجيريا. المعروف أيضًا باسم باببا (العظيم) وماي سانجو- مستخدم البندقية.تميز عهده من خلال سلسلة من الحروب باهظة الثمن ومشاريع التحصين التي عسكرت بقوة الإمارة التجارية السابقة. تم تسجيل هروبه كأمير كانو في السجل التاريخي الرسمي لإمارة كانو؛ تاريخ الكانو. أغنية علي زكي، تحيي عهده باعتباره آخر أمير كانو.

## حياة سابقة
كانت حياة عليو، على عكس الأمراء السودانويين الآخرين في ذلك الوقت واحدة من التقيد الصارم بالتصوف، وفقًا لتاريخ الكانو، كان عليو متمسكًا صارمًا بأمر القدرية وأحد المبارزين الموهوبين. في سن مبكرة كتب "رد الجهلة". نص صوفي للمبتدئين. في عام 1893، بعد وقت قصير من وفاة الأمير محمد بيلو، قام السلطان عبد الرحمن بتعيين توكور أمير كانو الجديد. على الفور تقريبًا، قاد شقيق عليو وأبلغ عن ثقته في يوسف، أبناء ما تبقى من عبد الله ماجي كاروفي في التمرد. بدأ هذا الانقسام داخل بيت دابو في الحرب الأهلية كانو الثالثة؛ الباساسا. غادر المتمردون كانو متوجهين إلى تاكاي وعليو حصل غير رسميا على منصب الوزير، وقاموا بتنسيق مختلف التكوينات العسكرية ليوسوفاوا

## الباساسا
وورد أن عليو قد تميز في الميدان خلال الباسا، وقد جعلته انتصارات أعمده في غوغل ويوتاي في ميزة عندما كان في عام 1894، خلال معركة غايا ؛ أصيب يوسف بجروح قاتلة. واضطر ساركين - دواكين- تسكار- غيدا عباس ودان ماكوايو شيهو إلى التنافس على العرش، حيث أجبروا على التنازل عندما كان في فراش الموت ؛ تم إخطار يوسف بخطة قام بها خليفة سوكوتو عبد الرحمن دانيان كاسكو وقتها لقيادة جيش الخريف في رحلة استكشافية ضد يوسوفا،  مع والدة أليو شقيقة للخليفة ؛ تتويج عليو من شأنه أن يهدئ سوكوتو.

## أمير كانو
في 19 أغسطس 1894، قاد عليو بنجاح يوسوفا في غزو قلعة كانو ؛ بعد أشهر، تم اغتيال محمد توكور في غوري ووضع حداً لباساسا. كان السلام قصيرا. بعد إعادة قبول كانو في خلافة سوكوتو في عام 1896، أطلقت تنشيط بورنو استشعار الاضطرابات في شرق الخلافة حملة جريئة على كانو على ثلاث جبهات. فتحت سلطنة دماغرام- وهي ولاية بورنو، مارادي ونينجي جبهات متزامنة في محاولة للتغلب على كانو. الدفاع عليو في كانو باستخدام المتفجرات، سانغو البنادق وغيرها من الأسلحة العثماني أكسبته عناوين ماي سانغو وزكي.  رفعت معاركه خلال هذه الفترة إلى رتبة الملوك والمحاربين الآخرين في كانو. أغنية علي زكي. احتفل وكر علي زكي، وهو يحتفل بهروبه من تايجيان كانو، باسمه واسم رجاله مثل الوزير أحمدو ؛ كلاديما محمود، ماداكي كويرانجا، القلوي سليمان، مكاما حمزة وساركين باي عبد السلام. وأيضًا خلال هذه الحملات، في محاولة لتحصين حدود الإمارة ؛ بدأت عليو سلسلة من مشاريع البناء الرباط - فورت. رفعت سميلة وبنكور وجيزاوا والعديد من المخزونات الأخرى إلى وضع الرباط. هذه الحروب لم تنته حتى الفتوحات الفرنسية عام 1899 والتوغلات اللاحقة التي قام بها رابح وفضل الله والتي حولت انتباه بورنو عن خلافة سوكوتو.

## الهزيمة والأَسر
في عام 1903، أثناء قيامها بزيارة تحية إلى سوكوتو، هاجمت حملة كانو سوكوتو البريطانية كانو. لا يزال النقاش يدور حول ما إذا كان عليو قد أبلغ بالهجوم البريطاني قبل مغادرته إلى سوكوتو أم لا. في فبراير 1903، استولت القوات البريطانية على كانو بينما كان أليو بعيدًا عن سلاح الفرسان من النخبة الكبيرة في الإمارة. بعد تلقي أنباء عن سقوط كانو في سوكوتو، شرع أليو وسلاح الفرسان في مسيرة لاستعادة الإمارة. بعد ثلاثة مواجهات ناجحة مع البريطانيين في جوساو وزامفارا، في مارس 1903، تعرضت فرسان كانو لكمين في كواتاركواشي. في المعركة التي تلت ذلك، قُتل وزيير أحمدو وفي وقت ما قبل ذلك أو بعده، توجه عليو إلى طائرة هجرية معادية. مع هزيمة سلاح الفرسان كانو، استسلمت وامبي من كانو عباس إلى البريطانيين في حين تم دمج بقايا سلاح الفرسان كانو الذي عاد إلى سوكوتو في قوة الخليفة. بعد أشهر، تم الاستيلاء على أليو من قبل الفرنسيين في جمهورية النيجر الحديثة وتم تسليمه إلى البريطانيين.

## النفي والموت
بعد أسره، تم نفي عليو إلى يولا وبعد تمرد هناك إلى لوكوجا، عاصمة شمال نيجيريا الجديدة حيث عاد إلى دراسته في تاسوف. توفي هناك في عام 1926.